# مسجد وخانقاه سعيد السعداء
خانقاه سعيد السعداء بني سنة 1149، هي دار سعيد السعداء خادم المستنصر. وصارت في آخر الوقت سكن الوزير طلائع بن رزيك وولده رزيك بن طلائع الذي صار إليه الملك، سكنها وفتح من دار الوزارة إليها سرداب تحت الأرض وصار يخرج من هذه إلى هذه من ذلك السرداب. ثم سكنها شاور ثم ولده الكامل. ثم رجعت إلى السلطان صلاح الدين الأيوبي فوقفها على الفقراء القاطنين والمترددين من الصوفية.